# 히가시이치키역
히가시이치키역(일본어: 東市来駅)은 일본 가고시마현 히오키시에 있는 규슈 여객철도 가고시마 본선의 역이다. 섬식 승강장 1면 2선의 구조를 지닌 지상역이다.

## 타는 곳
| 1 | ■ 가고시마 본선 | (상행) | 구시키노 · 센다이 방면     |
| 2 | ■ 가고시마 본선 | (하행) | 이주인 · 가고시마추오 방면 |

## 역 주변
- 도고 시게노리 기념관
- 히오키 시 히가시이치키 지소
- 국도 제3호선

## 인접 정차역
| 규슈 여객철도 가고시마 본선 | 규슈 여객철도 가고시마 본선 | 규슈 여객철도 가고시마 본선 |
| --------------------------- | --------------------------- | --------------------------- |
| 유노모토 센다이 방면        | ■ 보통                      | 이주인 가고시마 중앙 방면   |